# Leonforte
Leonforte település Olaszországban, Szicília régióban, Enna megyében. Lakosainak száma 12 331 fő (2023. január 1.). Leonforte Assoro, Calascibetta, Enna, Nissoria és Nicosia községekkel határos.

## Népesség
A település lakossága az elmúlt években az alábbi módon változott:
| Lakosok száma | 13 305 | 13 106 | 12 331 |
|               | 2017   | 2018   | 2023   |